# European Bowl de corfbol 2005
L'European Bowl 2005 és el campionat d'Europa "B" de corfbol. Es va disputar al poliesportiu Can Jofresa, a Terrassa (Barcelona, Catalunya) del 27 al 30 d'octubre d'aquell any, amb la participació de 5 seleccions nacionals.
Aquest campionat "B", que es disputava per primera vegada, va servir per a atorgar dues places per al Campionat d'Europa 2006, i quatre per al Campionat del Món 2007.
La Federació Internacional de Corfbol va decidir anomenar també aquest trofeu com a Jan Hanekroot, en honor d'una de les persones més involucrades en el món del corfbol, desaparegut poc abans.
La Selecció catalana de corfbol es va proclamar campiona, aconseguint el seu primer títol oficial continental.

## Resultats
| 27/10/05 | Portugal  | 24–5   | Armènia   |
| 27/10/05 | Portugal  | 19–9   | Polònia   |
| 27/10/05 | Catalunya | 14–11  | Rússia    |
| 28/10/05 | Rússia    | 17–12  | Polònia   |
| 28/10/05 | Armènia   | 7–22   | Catalunya |
| 29/10/05 | Portugal  | 14–15  | Rússia    |
| 29/10/05 | Rússia    | 21–10  | Armènia   |
| 29/10/05 | Catalunya | 16*–15 | Polònia   |
| 30/10/05 | Armènia   | 12–19  | Polònia   |
| 30/10/05 | Catalunya | 10–9   | Portugal  |

| * gol d'or |

|           | Pts | J | G  | P | CF | CC |
| --------- | --- | - | -- | - | -- | -- |
| Catalunya | 11  | 4 | 4* | 0 | 62 | 42 |
| Rússia    | 9   | 4 | 3  | 1 | 64 | 50 |
| Portugal  | 6   | 4 | 2  | 2 | 66 | 39 |
| Polònia   | 4   | 4 | 1  | 3 | 55 | 64 |
| Armènia   | 0   | 4 | 0  | 4 | 34 | 86 |

## Classificació final
| Classificació final | Classificació final |
| ------------------- | ------------------- |
| 1                   | Catalunya           |
| 2                   | Rússia              |
| 3                   | Portugal            |
| 4                   | Polònia             |
| 5                   | Armènia             |